# Ланон (Висконсин)
Ланон (енгл. Lannon) град је у америчкој савезној држави Висконсин.

## Демографија
По попису из 2010. године број становника је 1.107, што је 98 (9,7%) становника више него 2000. године.
| Група             | 2000.       | 2010.         |
| Белци             | 975 (96,6%) | 1.035 (93,5%) |
| Афроамериканци    | 5 (0,5%)    | 11 (1,0%)     |
| Азијати           | 1 (0,1%)    | 5 (0,5%)      |
| Хиспаноамериканци | 16 (1,6%)   | 44 (4,0%)     |
| Укупно            | 1.009       | 1.107         |